# Paquita Bonifàs Aubareda
Paquita Bonifàs i Aubareda (Valls, 6 de novembre de 1906 – 2000), fou una pintora tarragonina.

## Primers anys
Era filla de Lluís Bonifàs Olivar i de Francisca Aubareda Domingo, naturals de Valls. Des de ben petita ja sobresortia amb els seus dibuixos. Quan va ser més gran l'arquitecte vallenc Cèsar Martinell va conèixer el seu treball i la va animar a fer els estudis de Belles Arts. Els consells de Martinell van fer efecte i Paquita Bonifàs va poder anar a Barcelona a estudiar a l'Escola d'Arts i Oficis i Belles Arts. El seu trasllat a la ciutat comtal va ser fàcil gràcies a Angelina Aubareda, una tieta seva sense fills, que residia a Sant Cugat. Bonifàs va estar estudiant des de l'any 1926 fins al 1930.

## Carrera
Segurament fou la primera dona de les nostres comarques que va fer els estudis de Belles Arts a Barcelona. Mentre estava estudiant va participar en una mostra col·lectiva a la seva ciutat al mes de desembre del 1928, en la qual intervenien molts pintors, com és ara Ramon Bigas, Anton Badia, Emília Coranty, Bonaventura Cases, Eduard Castells, Pere Català, Aureli Esteve, Maria Freser, Josep Folch, Francesc Galofré Oller, Francesc Galofré Subís, Francesc Guasch Homs, Elvira Homs Ferrés, Jaume Mercadé, Manuel Nogués, A. De Torner, Lluís Pié, Joan Roig, i Anton Borrell. També hi van prendre part els escultors Anselm Nogués, Macià Pallarès i Francisco Icart, així com l'artesà Francisco Ferrer i l'arquitecte Cèsar Martinell. Un any després, el 1929, va sortir publicat al Diari de Tarragona que les artistes Paquita Bonifàs Aubareda, de Valls, i Magdalena Folch Solé, de Reus, aspiraven a una beca de pintura per anar a estudiar a l'estranger. Encara que el concurs per aconseguir la beca va estar molt igualat, els jutges Francesc Galofré i Ignasi Mallol van decidir atorgar-la a Guillem Soler. En finalitzar els seus estudis va fer una exposició individual a la Biblioteca Popular de Valls, inaugurada l'1 de novembre de 1931, on mostrava els paisatges i dibuixos de la Ciutat Comtal.
Després de l'èxit obtingut, decidí tornar a residir a la seva ciutat i obrí una acadèmia al carrer de Baldarich, 41 (actual carrer de la Cort). L'any 1933, l'Escola del Treball, creada el 1924, arriba a tenir una matrícula tan alta que s'amplien els ensenyaments i es convoquen oposicions públiques. Paquita Bonifàs, amb la seva decidida carta de sol·licitud, va obtenir la feina i esdevingué la primera professora a l'escola del Treball de Valls. Hi va exercir durant dos cursos (1933-1934/ 1934-1935). L'any 1936, amb l'ascensió del Front Popular, perdé la seva plaça de professora de dibuix artístic i el seu lloc fou ocupat per un membre del partit. En quedar-se sense feina, Paquita Bonifàs va continuar amb la seva acadèmia.
No va participar en cap altra exposició, tot i que no va deixar de pintar i venia la major part de les seves obres a persones procedents de Barcelona.

## Obra
La seva obra s'ubica dins dels gèneres tradicionals: paisatges, natures mortes i retrats. Fou una artista amb un bon domini tècnic i amb un tipus de pintura agradable, paisatges plens de llum, rams de flors, natures mortes en general sobre fons neutres, amb pinzellades amples. Eren obres destinades a ser comercialitzades i, per tant, la seva temàtica era apropiada per decorar qualsevol llar.

### Exposicions
- Any 1928: va realitzar una mostra col·lectiva que es va fer a la seva ciutat al mes de desembre, en el qual van participar altres pintors.
- Any 1931: Exposició individual a la Biblioteca popular de Valls.